# گسل درونه
گسل درونه یا گسل بزرگ کویر یکی از ساخت‌های بنیادین ایران است که با درازایی در حدود ۷۰۰ کیلومتر در یک راستای شمال خاوری-جنوب باختری از مرکز دشت کویر تا درونه و با یک روند خاوری-باختری با تقعری به سمت جنوب از درونه تا مرز افغانستان کشیده شده است. نام این گسل از روی نام روستای درونه در شهرستان بردسکن که در نزدیکی گسل واقع شده است و گسل را به دو بخش خاوری و باختری تقسیم می‌کند، گرفته شده است.
این گسل پس از گسل معکوس اصلی زاگرس، یکی از مهم‌ترین و ممتدترین ساختارهای ایران به‌شمار می‌آید. ولمن در سال ۱۹۶۶ میلادی با بررسی جابه‌جایی‌های موجود در رسوبات آبرفتی، یک جابه‌جایی راستالغز چپ‌گرد را برای این گسل پیشنهاد داد. اما چالنکو در سال ۱۹۷۳ میلادی، ۶۰ کیلومتر از بخش خاوری این گسل را مورد بررسی و مطالعه قرار داد و نشان داد که بر خلاف نظر ولمن، گسل دارای حرکت قائم است.
از نظر لرزه‌خیزی، سه زمین‌لرزهٔ ویرانگر ۲۵ سپتامبر ۱۹۰۳ کاشمر، ۲۵ مه ۱۹۲۳ تربت حیدریه و زمین‌لرزه ۱۴۰۳ کاشمر را به حرکت‌های این گسل نسبت می‌دهند. بعد از این سه زمین‌لرزه، تنها یک لرزهٔ دیگر در سال ۱۹۶۲ در محدوده‌ای میان دو شهر ترشیز (کاشمر کنونی) و تربت حیدریه روی داده است. از آنجایی که این گسل تاکنون زمین‌لرزه‌ای بزرگ را ایجاد نکرده است؛ زمین‌شناسان این گسل را مستعد به وجود آوردن زلزله‌ای با بزرگای ۸ ریشتر قلمداد می‌کنند.